# Piet van den Brekel
Piet van den Brekel (Echt, 21 juli 1932 – Almelo, 18 juli 1999) was een Nederlands wielrenner.

## Biografie

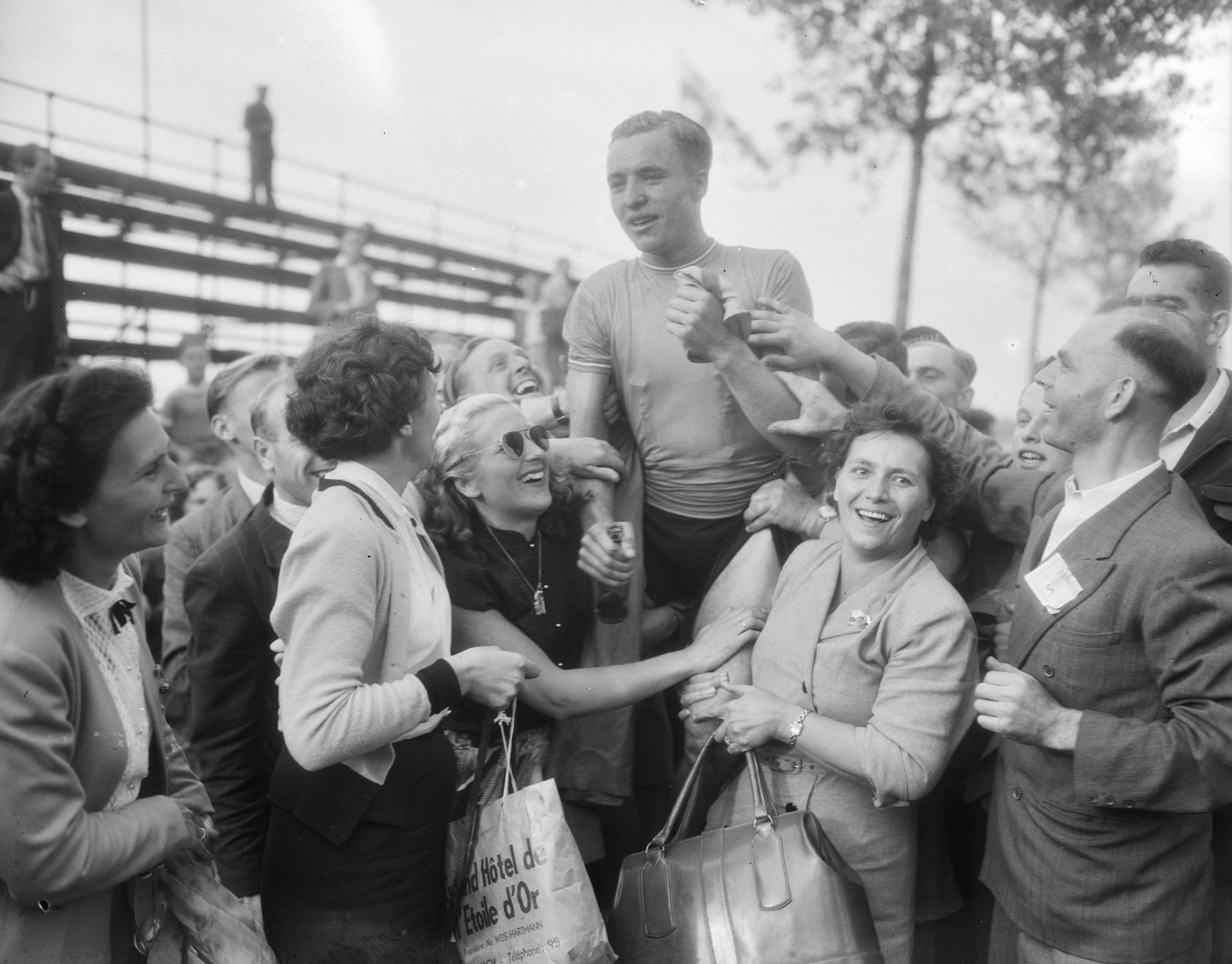
Van den Brekel viert nog zijn kortstondige wereldkampioenschap

Als amateur is hij vooral bekend geworden door het Wereldkampioenschap wielrennen op de weg van 1952 in Luxemburg toen hij gelijktijdig met de Italiaan Luciano Ciancola over de finish kwam. Van den Brekel werd aanvankelijk tot winnaar uitgeroepen, maar werd na een protest van de Italianen gediskwalificeerd omdat hij tijdens de wedstrijd van fiets had gewisseld buiten de daarvoor ingerichte materiaalpost. In zijn onschuld gaf hij dat ook nog toe, waarna een tegenprotest geen zin meer had. Hij werd bovendien uit de uitslag van de wedstrijd verwijderd.
In 1953 won hij als amateur de Omloop van de Kempen, werd hij derde in de Ronde van Limburg en derde in het eindklassement van de Belgische versie van de Ronde van Limburg. In 1955 zou hij weer een derde plaats behalen in de Ronde van Limburg.
In 1956 reed hij zijn eerste en enige Ronde van Frankrijk. Zijn beste prestatie in deze ronde was een derde plaats in de zevende etappe. In de tiende etappe behoorde hij bij de uitvallers.
Tot zijn meest aansprekende uitslag was een overwinning in de vierde etappe van de Ronde van België in 1958. In 1961 beëindigde hij zijn wielerloopbaan.
Van den Brekel overleed in 1999, vlak voor zijn 67e verjaardag, tijdens een trimtocht aan de gevolgen van een hartstilstand.

## Belangrijkste overwinningen
1953
- Omloop der Kempen

1958
- 4e etappe Ronde van België

## Resultaten in voornaamste wedstrijden
| Jaar | Ronde van Italië | Ronde van Frankrijk | Ronde van Spanje |
| ---- | ---------------- | ------------------- | ---------------- |
| 1956 | opgave           | opgave              |                  |
| 1957 |                  |                     |                  |
| 1959 |                  |                     |                  |
| 1961 |                  |                     | opgave           |

| Jaar | Gent-Wevelgem | Ronde van Vlaanderen | Luik-Bast.‑Luik | E3 Harelbeke |  | WK op de weg |
| ---- | ------------- | -------------------- | --------------- | ------------ |  | ------------ |
| 1956 |               |                      | 28e             |              |  |              |
| 1957 | 29e           |                      |                 |              |  |              |
| 1959 |               | 32e                  |                 | 8e           |  | 39e          |
| 1961 |               |                      |                 |              |  |              |

- International Standard Name Identifier: 0000 0003 9151 4375
- Nederlandse Thesaurus van Auteursnamen: 189753900
- Virtual International Authority File: 285408057